# Jay (cantante)
Kim Kyun-woo (hangul: 김견우; Seúl, 8 de abril de 1983), más conocido como Jay, Jay Kim o Typhoon, es un cantante y actor surcoreano. Es miembro de la banda de k-rock surcoreana Trax bajo SM Entertainment.

## Carrera
Antes de debutar, en 2002, Jay (Typhoon), junto con sus compañeros de banda Minwoo (Rose) y Jungwoo (Attack), hicieron su primera aparición en televisión en un programa llamado Heejun vs. Kangta, Battle of the Century: Pop vs. Rock, junto con Sungmin, Junsu y Eunhyuk de Super Junior. Moon Hee-jun enseñó a Typhoon, Rose y Attack a cantar k-rock, mientras que Kangta enseñó otras técnicas de canto a Sungmin, Junsu y Eunhyuk.
Jay hizo su debut oficial como miembro de Trax bajo el nombre artístico de Typhoon el 20 de julio de 2004, con el lanzamiento de su sencillo debut, Paradox.
En febrero de 2009, Jay comenzó su carrera como actor con un papel secundario en la serie de televisión Romance Zero de MBC.
En 2010, participó en los musicales Brothers Were Brave, Rock of Ages, e interpretó a D'Artagnan con Kyhuhyun de Super Junior en The Three Musketeers. También participó en la serie de televisión President de KBS junto a Sungmin de Super Junior, donde interpreta el papel del medio hermano del personaje de Sungmin.
En mayo de 2011, Jay consiguió su primer papel protagónico en el drama de KBS My Bittersweet Life, interpretando a Lee Se-in.
En mayo de 2014, se confirmó que Jay participaría en el musical Singin' In The Rain como Don Lockwood con Kyuhyun de Super Junior y Baekhyun de EXO. El musical se representó del 5 de junio de 2014 al 3 de agosto de 2014 en el Chungmu Art Hall de Seúl.
En septiembre de 2016, Jay fue elegido para participar en el drama de KBS On the Way to the Airport, interpretando a Jang Hyun-woo.
En septiembre de 2017, Jay fue elegido para participar en la serie de televisión Andante de KBS1, interpretando a Kang Hyun-woo.

## Vida personal
Jay se alistó para el servicio militar obligatorio el 26 de marzo de 2012. Recibió cuatro semanas de entrenamiento militar básico en Busan, y luego continuó sirviendo como trabajador del servicio público. Fue dado de baja en 2014.

## Discografía
| Año  | Canción       | Título                      | Notas    |
| ---- | ------------- | --------------------------- | -------- |
| 2009 | 너에게 원한건 | MBC Queen of Housewives OST |          |
| 2011 | Crazy         | Keep Your Head Down         | con TVXQ |

## Filmografía

### Series de televisión
| Título                    | Año       | Papel         | Notas              |
| ------------------------- | --------- | ------------- | ------------------ |
| Romance Zero              | 2009      | Kim Doo-hyun  | Papel secundario   |
| The President             | 2010      | Yoo Min-ki    | Papel secundario   |
| My Bittersweet Life       | 2011      | Lee Se-in     | Papel principal    |
| On the Way to the Airport | 2016      | Jang Hyun-woo | Papel secundario   |
| Andante                   | 2017–2018 | Kang Hyun-woo | Papel secundario   |
| Missing                   | 2018      | Damien        | Aparición especial |
| Through the Waves         | 2018      | Cha Sang-pil  | Papel principal    |
| Touch Your Heart          | 2019      | Lee Kang-joon | Papel secundario   |

### Programas de televisión
| Título           | Año  | Papel            | Notas                       |
| ---------------- | ---- | ---------------- | --------------------------- |
| Band of Brothers | 2008 | Papel recurrente | con Kangin, Heechul, Jungmo |

## Teatro
| Título               | Año  | Papel        | Notas | Ref. |
| -------------------- | ---- | ------------ | ----- | ---- |
| The Three Musketeers | 2009 | D'Artagnan   |       |      |
| Singin' In The Rain  | 2014 | Don Lockwood |       |      |